# Hjørringrevyen
Hjørringrevyen er en sommerrevy i Hjørring. Den startede på traktørstedet Svanelunden i 1920'erne.
Efter et halvt hundrede års pause undersøgte Harry Andersen, sammen med Thøger Olesen, muligheden for at genoptage traditionen, og i 1973 genstartede Thøger Olesen Hjørringrevyen. I perioden 1973-1976 var Thøger Olesen revydirektør. Blandt de medvirkende i den periode var skuespillerne Eddie Skoller, Jesper Klein, Peter Schrøder og Jens Okking.
I årene 1977-1978 tog fabrikant Jens M. Jensen og statsautoriseret revisor Regnar Hesner initiativ til at danne ”Revy-udvalget” – den praktiske backinggruppe for de kreative, sceniske talenter. Som "elev" af Thøger Olesen kom Eddie Skoller til at føre den videre i to år. 
I årene 1979-1994 sørgede skuespiller, instruktør og direktør Per Pallesen for Hjørringrevyen. I 1989 blev Per Pallesen afløst af Jess Ingerslev og i 1990 af Martin Miehe-Renard. 
I årene 1995-1997 blev revyen styret af Morten Hovmand, Finn Nielsen og sidst Per Pallesen.
I 1998 – 2003 ledede Ulla Thordal-Christensen projektet. Sammen med skuespillere udefra kom Hjørrings egen Hans Holtegaard på revyscenen. I 2004 var der ingen revy, men i 2005 var Per Pallesen tilbage. 
I 2007 var der ingen revy, da det ikke lykkedes at skabe det tilstrækkelige økonomiske grundlag.
Efter fem års pause blev revyen genoplivet på Vendelbohus i 2011 af Henrik Baloo Andersen.
I 2018 skiftede Hjørring Revyen spillested, og spiller nu på det ny Vendsyssel Teater.